# يورغن كلينسمان
يورغن كلينسمان (بالألمانية: Jürgen Klinsmann) من مواليد 30 يوليو 1964 في غوبينغن ألمانيا الغربية هو لاعب كرة قدم ألماني سابق درب من 2004 منتخب ألمانيا لكرة القدم. وكان ضمن الفريق الحاصل على كأس العالم في كأس العالم لكرة القدم 1990 في إيطاليا تحت قيادة المدرب فرانز بكنباور. وكان يلعب كمهاجم دائم الحركة وشعره الأشقر سببا في حصة له على لقب «الهداف الأشقر» Golden Bomber. متزوج من عارضة سابقة أمريكية-صينية تدعى Debbie Chin ومقيم في شاطيء هنتنغتون (كاليفورنيا) مع زوجته وطفليه.
يعد يورغن كلينسمان من أبرز صانعي مجد المنتخب الألماني، وكان له دور بارز في قيادة المنتخب كلاعب في بطولة كأس العالم 1990، وفي بطولة كأس أمم أوروبا التي عقدت بعدها بست سنوات, تولى كلينسمان تدريب المنتخب الألماني في يوليو 2004 خلفا لرودي فولر المستقيل وقد راهن الكثير على فشله لعدم امتلاكه الخبرة الكافية لقيادة الفريق في المباريات الرسمية، لكن كلينسمان أثبت قدرته على قيادة المنتخب بعد حصولة على المركز الثالث في مونديال ألمانيا، وقد أعلن استقالته بعد نهاية المونديال وخلفه مساعده يواكيم لوف ،و كان مدرب لنادي بايرن ميونخ.وتولى كلينسمان تدريب منتخب كوريا الجنوبية في 2023 وبعد خروج منتخب كوريا من بطولة أسيا عام 2024 تم إقالته.

## مسيرته الكروية
لعب يورغن كلينسمان خلال مسيرته الاحترافية مع 8 أندية في تسعة عشر موسمًا وسجل خلالها 231 هدف ضمن 513 مباراة. ولم يفز بأي موسم بالكأس وفاز في موسم واحد بالدوري.
خاض يورغن كلينسمان مسيرته مع نادي شتوتغارت كيكرز في موسم 1981–82 واستمر معه طيلة ثلاثة مواسم، مشاركًا في 61 مباراة سجل خلالها 21 هدفًا. ثم انتقل إلى نادي شتوتغارت في موسم 1984–85 ليلعب معه خمسة مواسم، حيث شارك في 155 مباراة سجل خلالها 79 هدفًا. لينتقل بعدها إلى نادي إنتر ميلان في موسم 1989–90 واستمر معه طيلة ثلاثة مواسم، مشاركًا في 95 مباراة سجل خلالها 34 هدفًا. ثم انتقل إلى نادي موناكو في موسم 1992–93 ولمدة موسمين، مشاركًا في 65 مباراة سجل خلالها 29 هدفًا. هذا وانتقل لاحقًا إلى نادي توتنهام هوتسبير في موسم 1994–95 ولمدة موسمين، مشاركًا في 56 مباراة سجل خلالها 30 هدف. ثم انتقل بعدها إلى نادي بايرن ميونخ في موسم 1995–96 ولمدة موسمين، مشاركًا في 65 مباراة سجل خلالها 31 هدفًا. ليعود وينتقل من جديد، لكن هذه المرة إلى نادي سامبدوريا في موسم 1997–98 لمدة موسم واحد، مشاركًا في 8 مباريات سجل خلالها هدفين. لينتقل بعدها إلى Orange County Blue Star ‏ ما بين عامي 2003 و2004 لمدة موسم واحد، مشاركًا في 8 مباريات سجل خلالها 5 أهداف.

## روابط خارجية
- يورغن كلينسمان على موقع IMDb (الإنجليزية)
- يورغن كلينسمان على موقع الموسوعة البريطانية (الإنجليزية)
- يورغن كلينسمان على موقع ديسكوغز (الإنجليزية)
- يورغن كلينسمان على موقع قاعدة بيانات الفيلم (الإنجليزية)
- يورغن كلينسمان على موقع كينوبويسك (الروسية)

- يورغن كلينسمان على موقع الاتحاد الدولي (مؤرشف)  (الإنجليزية)
- يورغن كلينسمان على موقع الاتحاد الأوربي (الإنجليزية)
- يورغن كلينسمان على موقع قاعدة بيانات كرة القدم.إي يو (الإنجليزية)
- يورغن كلينسمان على موقع بيانات كرة القدم. دي إي (الألمانية)
- يورغن كلينسمان على موقع ليكيب (الفرنسية)
- يورغن كلينسمان على موقع ناشيونال فوتبول تيمز (الإنجليزية)
- يورغن كلينسمان على موقع Soccerway.com (الإنجليزية)
- يورغن كلينسمان على موقع عالم كرة القدم.نت (الإنجليزية)
- يورغن كلينسمان على موقع أوليمبيديا (الإنجليزية)